# Jianshan (köping i Kina, Guangxi)
Jianshan (kinesiska: 尖山, 尖山镇) är en köping i Kina. Den ligger i den autonoma regionen Guangxi, i den södra delen av landet, omkring 100 kilometer söder om regionhuvudstaden Nanning. Antalet invånare är 21704. Befolkningen består av 10 159 kvinnor och 11 545 män. Barn under 15 år utgör 22,0 %, vuxna 15-64 år 68 %, och äldre över 65 år 8,0 %.
Genomsnittlig årsnederbörd är 2 898 millimeter. Den regnigaste månaden är juli, med i genomsnitt 627 mm nederbörd, och den torraste är januari, med 39 mm nederbörd.